# Rothenfluh
Rothenfluh é uma comuna da Suíça, situada no distrito de Sissach, no cantão de Basileia-Campo. Tem 10,93 km² de área e sua população em 2018 foi estimada em 766 habitantes.